# کوین اهرن
کوین اهرن (انگلیسی: Kevin Ahearn؛ زادهٔ ۲۰ ژوئن ۱۹۴۸) بازیکن هاکی روی یخ اهل ایالات متحده آمریکا است.